# Anacamptis
Anacamptis este un gen de plante prezent și în flora din România prin specia
Anacamptis pyramidalis.

## Specii
La data de mai 2014, World Checklist of Selected Plant Families accepta 11 specii, două din ele având subspecii:

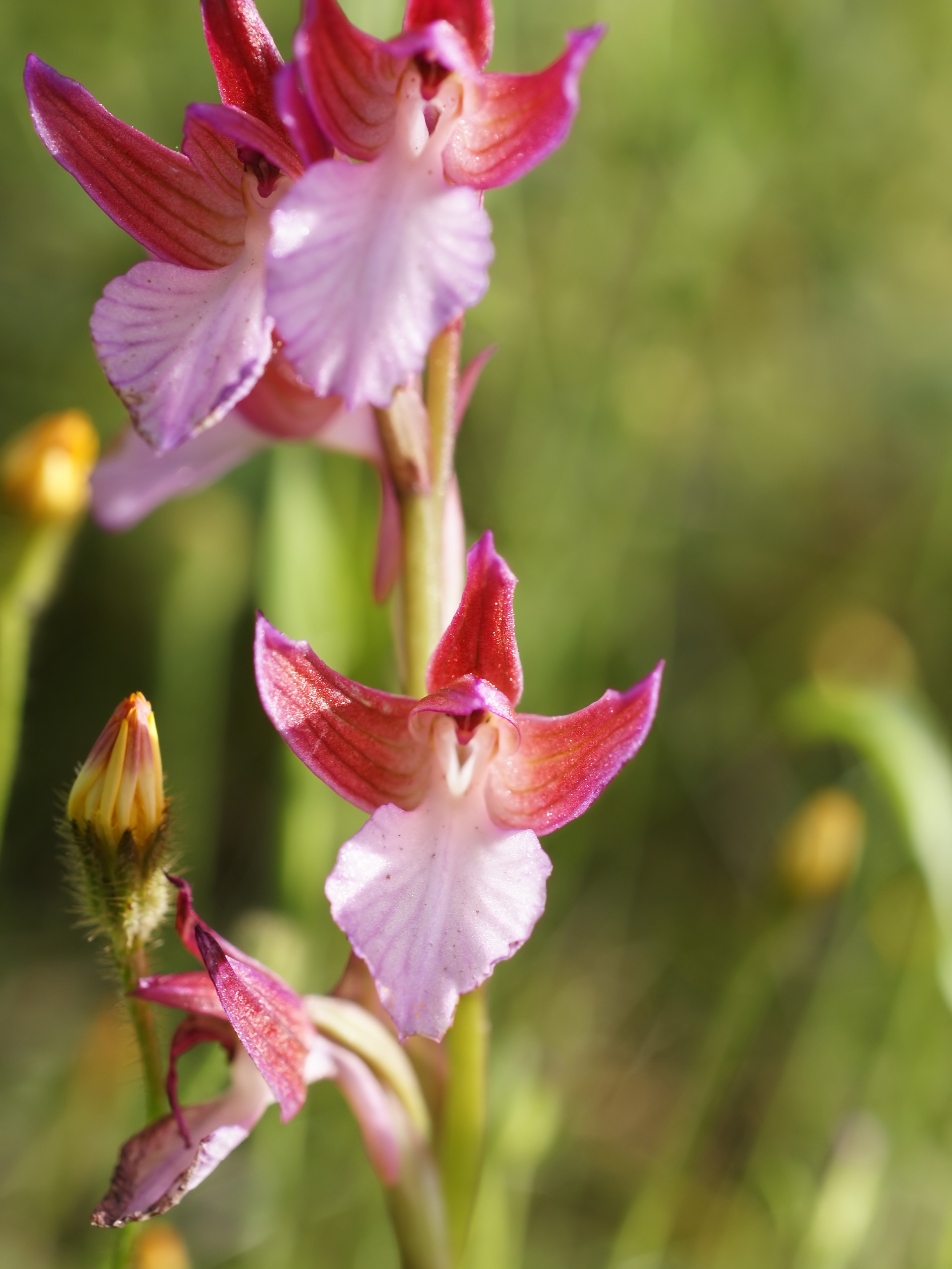
Anacamptis papilionacea

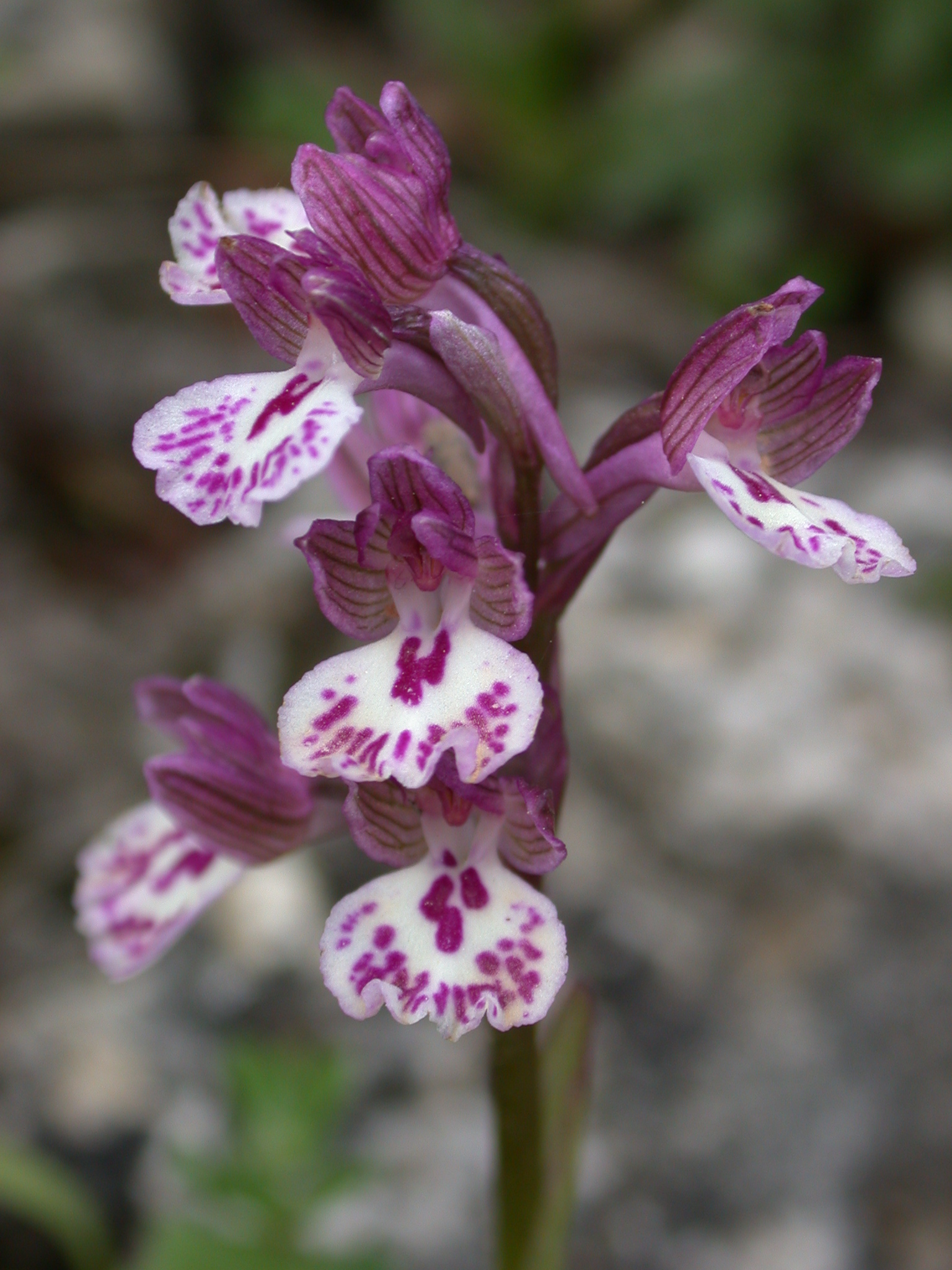
Anacamptis × feinbruniae

- Anacamptis boryi (Rchb.f.) R.M.Bateman
- Anacamptis collina (Banks & Sol. ex Russell) R.M.Bateman
- Anacamptis coriophora (L.) R.M.Bateman
- Anacamptis cyrenaica (E.A.Durand & Barratte) H.Kretzschmar
- Anacamptis israelitica (H.Baumann & Dafni) R.M.Bateman
- Anacamptis laxiflora (Lam.) R.M.Bateman
- Anacamptis morio (L.) R.M.Bateman
  - Anacamptis morio subsp. caucasica (K.Koch) H.Kretzschmar
  - Anacamptis morio subsp. champagneuxii (Barnéoud) H.Kretzschmar
  - Anacamptis morio subsp. longicornu (Poir.) H.Kretzschmar
  - Anacamptis morio subsp. morio
  - Anacamptis morio subsp. picta (Loisel.) Jacquet & Scappat.
  - Anacamptis morio subsp. syriaca (E.G.Camus) H.Kretzschmar
- Anacamptis palustris (Jacq.) R.M.Bateman
  - Anacamptis palustris subsp. elegans (Heuff.) R.M.Bateman
  - Anacamptis palustris subsp. palustris
  - Anacamptis palustris subsp. robusta (T.Stephenson) R.M.Bateman
- Anacamptis papilionacea (L.) R.M.Bateman
- Anacamptis pyramidalis (L.) Rich.
- Anacamptis sancta (L.) R.M.Bateman

### Notospecii selecte
- Anacamptis × timbali nothosubsp. albuferensis (A. coriophora × A. palustris subsp. robusta) (Mallorca)
- Anacamptis × gennarii nothosubsp. bornemanniae (A. morio subsp. longicornu × A. papilionacea) (N Africa, Sardinia)
- Anacamptis × duquesnei (A. palustris × A. pyramidalis) (Franța)
- Anacamptis × feinbruniae (A. israelitica × A. papilionacea)
- Anacamptis × gennarii (A. morio × A. papilionacea)
- Anacamptis × laniccae (A. morio × A. pyramidalis) (Switzerland, Franța, Italia)
- Anacamptis × lesbiensis (A. pyramidalis × A. sancta) (E Aegean Islands)
- Anacamptis × simorrensis (A. coriophora × A. pyramidalis) (Franța, Italia, Grecia)
- Anacamptis × van-lookenii (A. papilionacea × A. pyramidalis) (Franța)

### Hibrizi intergenerici
- ×Anacamptiplatanthera (Anacamptis × Platanthera) – nume acceptat
- ×Anacamptorchis (Anacamptis × Orchis) – unplaced name
- ×Dactylocamptis (Anacamptis × Dactylorhiza) – nume acceptat
- ×Gymnanacamptis (Anacamptis × Gymnadenia) – nume acceptat
- ×Ophramptis (Anacamptis × Ophrys) – unplaced name
- ×Serapicamptis (Anacamptis × Serapias) – nume acceptat